# Вебер, Йозеф (чешский футболист)
Йозеф Вебер (чеш. Jozef Weber; род. 25 декабря 1970, Жилина, Чехословакия) — чешский футболист, полузащитник, тренер.

## Карьера
В 19-летнем возрасте перебрался из «Жилины» в пражскую «Спарту». В дальнейшем играл за «Унион» (Хеб), «Петру» (Дрновице) и «Яблонец». Всего в высших лигах чемпионатов Чехословакии и Чехии провёл 408 матчей, забил 25 голов. Четырежды участвовал в финальных матчах национального кубка, во всех случаях его команды проигрывали. В «Яблонце» в 2007 году начал тренерскую карьеру, став ассистентом главного тренера (некоторое время параллельно играл за команду «Турнов»), помогал сначала Любошу Козелу, потом Франтишеку Комняцкому. В марте 2012 года возглавил «Богемианс 1905», сменив Павла Мединского. По итогам сезона 2011/12 команда вылетела из высшей лиги, через год вернулась, в сезоне 2013/14 боролась за выживание и в марте 2014 года Вебера на посту главного тренера «Богемианса» сменил Людек Клушачек. С июня 2014 по ноябрь 2017 года тренировал «Карвину», которую вывел в высшую лигу в сезоне 2015/16 и сохранил там по итогам сезона 2016/17. В дальнейшем тренировал «Младу-Болеслав» и вновь «Карвину». К июню 2023 года, когда он возглавил «Градец-Кралове», у него уже было более 200 матчей в качестве главного тренера команд высшей лиги. В сентябре 2023 года после трёх поражений подряд (последнее из которых — гостевое от «Млады-Болеслав» со счётом 1:5) Вебер был уволен, его место занял Вацлав Котал.         